# Aeropuerto de Burdeos-Mérignac
El Aeropuerto de Burdeos-Mérignac (del francés: Aéroport de Bordeaux - Mérignac) (IATA: BOD, OACI: LFBD) es un aeropuerto que atiende a la ciudad francesa de Burdeos. Está localizado en la ciudad de Mérignac, 10 km al oeste de Burdeos, dentro del departamento de Gironda. En 2006, el aeropuerto atendió más de 3.460.000 viajeros. Es el sexto aeropuerto por número de viajeros de Francia.
El aeropuerto dispone de dos módulos, con un único edificio terminal.
Esta accesible por :
- Carretera : 11b de la Rocade (periférico de Burdeos)
- Transportes públicos :
  - Bus de la compañía JetBus que sirve la estación Saint-Jean
  - Bus n° 1 de la compañía TBC que sirve el centro urbano.
  - TranvíaA de la compañía TBC que realiza la ruta MÉRIGNAC Aéroport / LE HAILLAN Rostand LA GARDETTE BASSENS CARBON BLANC
  - TranvíaA de la compañía TBC que realiza la ruta MÉRIGNAC Aéroport/ FLOIRAC Dravemont

Además de un vuelo a la hora a París y vuelos diarios a las mayores ciudades francesas, el aeropuerto ofrece vuelos semanales o diarios a un gran número de destinos europeos e internacionales. 
El general Charles de Gaulle despegó del aeropuerto para viajar a Londres en 1940. Al siguiente día efectuó la llamada del 18 de junio (Llamamiento del 18 de junio).
Durante los primeros años de la Guerra Fría, Burdeos-Mérignac fue una instalación de primera línea de la OTAN para la Fuerza Aérea de los Estados Unidos en Europa (USAFE). Con su uso civil, la Fuerza Aérea Francesa designó a la base aérea de Mérignac como BA 106, y fue utilizada como base aérea estratégica.
A consecuencia del cierre temporal de la base militar Cazaux, las autoridades civiles se vieron obligadas a hacer un uso compartido de la pista con el ejército francés desde noviembre de 2005.

## Historia
Los orígenes del Burdeos-Mérignac se remontan a 1917, cuando se estableció en el lugar un campo de vuelos mixto (civil/militar). La instalación fue una importante base de operaciones de Air France, volando desde Burdeos a diversos destinos en Europa y el norte de África. Los militares usan el aeropuerto como base de entrenamiento y también como base de bombarderos.
Durante la Segunda Guerra Mundial la Luftwaffe alemana tomó el control de la base y la utilizó como centro de reconocimiento marítimo. El Focke-Wulf Fw-200 "Cóndor" voló desde la base para controlar el Océano Atlántico en busca de embarcaciones aliadas.
La octava unidad de la Fuerza Aérea de los Estados Unidos y la Real Fuerza Aérea británica atacaron la base en 1943.  
Tras el conflicto Air France retomó las operaciones comerciales desde Mérignac y se produjo el restablecimiento de la Fuerza Aérea Francesa en la instalación.
En 1951 Mérignac se convirtió en base de la OTAN para uso de la Fuerza Aérea de los Estados Unidos. La construcción de una moderna base aérea capaz de atender aviones de reacción comenzó el 1 de agosto. Muchas evidencias de la guerra permanecen con, por ejemplo, muchas advertencias todavía en alemán: "munición alemana", el perímetro estaba minado.
El 1 de octubre de 1958, la base aérea de Burdeos-Mérignac fue cerrada para reducir los gastos y el personal. Todas las actividades fueron desplazadas a la base aérea de la OTAN de Chateauroux-Deols en el centro de Francia.

## Aerolíneas y destinos

### Destinos nacionales
| Ciudades                  | Aeropuerto                                  | Aerolíneas                                                                             |
| Francia                   | Francia                                     | Francia                                                                                |
| ------------------------- | ------------------------------------------- | -------------------------------------------------------------------------------------- |
| Alta Francia              |                                             |                                                                                        |
| Lille                     | Aeropuerto de Lille-Lesquin                 | Volotea                                                                                |
| Auvernia-Ródano-Alpes     |                                             |                                                                                        |
| Lyon                      | Aeropuerto de Lyon-Saint Exupéry            | Air France / EasyJet                                                                   |
| Bretaña                   |                                             |                                                                                        |
| Brest                     | Aeropuerto de Brest-Bretagne                | Chalair Aviation                                                                       |
| Córcega                   |                                             |                                                                                        |
| Ajaccio                   | Aeropuerto de Ajaccio-Napoleón Bonaparte    | Air France (Estacional) / Volotea (Estacional)                                         |
| Bastia                    | Aeropuerto de Bastia-Poretta                | EasyJet (Estacional) / Volotea (Estacional)                                            |
| Calvi                     | Aeropuerto de Calvi Sainte-Catherine        | Air France (Estacional) / Volotea (Estacional)                                         |
| Figari                    | Aeropuerto de Figari-Sud Corse              | Air France (Estacional) / Volotea (Estacional)                                         |
| Gran Este                 |                                             |                                                                                        |
| Estrasburgo               | Aeropuerto de Estrasburgo                   | Volotea                                                                                |
| Guadalupe                 |                                             |                                                                                        |
| Pointe-à-Pitre            | Aeropuerto Internacional de Pointe-à-Pitre  | Corsair International                                                                  |
| Isla de Francia           |                                             |                                                                                        |
| París                     | Aeropuerto de París-Charles de Gaulle       | Air France                                                                             |
| Provenza-Alpes-Costa Azul |                                             |                                                                                        |
| Marsella                  | Aeropuerto de Marsella-Provenza             | EasyJet / Transavia (Estacional) / Volotea (Estacional) (Inicia el 30 de mayo de 2025) |
| Niza                      | Aeropuerto Internacional de Niza-Costa Azul | EasyJet / Volotea                                                                      |

### Destinos internacionales
| Ciudades por países | Nombre del aeropuerto                                   | Aerolíneas                                                                    |
| África              | África                                                  | África                                                                        |
| ------------------- | ------------------------------------------------------- | ----------------------------------------------------------------------------- |
| Argelia             |                                                         |                                                                               |
| Argel               | Aeropuerto Internacional Houari Boumedienne             | Air Algérie / Volotea                                                         |
| Orán                | Aeropuerto de Orán Es Senia                             | Air Algérie / Volotea                                                         |
| Marruecos           |                                                         |                                                                               |
| Agadir              | Aeropuerto de Agadir-Al Massira                         | Transavia                                                                     |
| Casablanca          | Aeropuerto Internacional Mohammed V                     | Royal Air Maroc                                                               |
| Esauira             | Aeropuerto de Esauira-Mogador                           | EasyJet                                                                       |
| Fez                 | Aeropuerto de Fez-Saïss                                 | Air Arabia                                                                    |
| Marrakech           | Aeropuerto de Marrakech-Menara                          | EasyJet / Transavia / Volotea (Estacional)                                    |
| Rabat               | Aeropuerto de Rabat-Salé                                | EasyJet                                                                       |
| Tánger              | Aeropuerto de Tánger-Ibn Battuta                        | Air Arabia                                                                    |
| Senegal             |                                                         |                                                                               |
| Dakar               | Aeropuerto Internacional Blaise Diagne                  | Transavia                                                                     |
| Túnez               |                                                         |                                                                               |
| Túnez               | Aeropuerto Internacional de Túnez-Cartago               | Tunisair / Nouvelair (Estacional)                                             |
| Yerba               | Aeropuerto Internacional de Yerba-Zarzis                | Nouvelair (Estacional)                                                        |
| América del Norte   |                                                         |                                                                               |
| Canadá              |                                                         |                                                                               |
| Montreal            | Aeropuerto Internacional Pierre Elliott Trudeau         | Air Transat (Estacional)                                                      |
| Europa              |                                                         |                                                                               |
| Albania             |                                                         |                                                                               |
| Tirana              | Aeropuerto Internacional Madre Teresa                   | Transavia (Estacional) (Inicia el 10 de julio de 2025)                        |
| Alemania            |                                                         |                                                                               |
| Berlín              | Aeropuerto de Berlín-Brandeburgo Willy Brandt           | EasyJet                                                                       |
| Fráncfort del Meno  | Aeropuerto de Fráncfort del Meno                        | Lufthansa                                                                     |
| Múnich              | Aeropuerto Internacional de Múnich-Franz Josef Strauss  | Lufthansa (Estacional)                                                        |
| Bélgica             |                                                         |                                                                               |
| Bruselas            | Aeropuerto de Bruselas                                  | EasyJet (Estacional) / Transavia (Inicia el 18 de abril de 2025)              |
| Charleroi           | Aeropuerto de Charleroi Bruselas-Sur                    | Volotea                                                                       |
| Croacia             |                                                         |                                                                               |
| Dubrovnik           | Aeropuerto de Dubrovnik                                 | EasyJet (Estacional) (Inicia el 1 de mayo de 2025) / Volotea (Estacional)     |
| Split               | Aeropuerto de Split                                     | Volotea (Estacional)                                                          |
| Dinamarca           |                                                         |                                                                               |
| Copenhague          | Aeropuerto de Copenhague-Kastrup                        | Norwegian (Estacional)                                                        |
| España              |                                                         |                                                                               |
| Alicante            | Aeropuerto de Alicante-Elche Miguel Hernández           | Volotea (Estacional) (Inicia el 31 de mayo de 2025)                           |
| Barcelona           | Aeropuerto Josep Tarradellas Barcelona-El Prat          | Volotea / Vueling                                                             |
| Fuerteventura       | Aeropuerto de Fuerteventura                             | Volotea (Estacional)                                                          |
| Ibiza               | Aeropuerto de Ibiza                                     | EasyJet (Estacional)                                                          |
| Lanzarote           | Aeropuerto César Manrique-Lanzarote                     | EasyJet / Volotea (Estacional)                                                |
| Madrid              | Aeropuerto Adolfo Suárez Madrid-Barajas                 | Air Nostrum / Volotea                                                         |
| Málaga              | Aeropuerto de Málaga-Costa del Sol                      | Volotea (Estacional)                                                          |
| Menorca             | Aeropuerto de Menorca                                   | EasyJet (Estacional) / Volotea (Estacional) (Inicia el 1 de junio de 2025)    |
| Palma de Mallorca   | Aeropuerto de Palma de Mallorca                         | EasyJet (Estacional) / Volotea (Estacional)                                   |
| Sevilla             | Aeropuerto de Sevilla                                   | Transavia                                                                     |
| Tenerife            | Aeropuerto de Tenerife-Sur                              | EasyJet / Volotea (Estacional)                                                |
| Finlandia           |                                                         |                                                                               |
| Rovaniemi           | Aeropuerto de Rovaniemi                                 | EasyJet (Estacional)                                                          |
| Grecia              |                                                         |                                                                               |
| Atenas              | Aeropuerto Internacional Eleftherios Venizelos          | Aegean Airlines (Estacional) / EasyJet / Volotea                              |
| Corfú               | Aeropuerto Internacional de Corfú-Ioannis Kapodistrias  | EasyJet (Estacional) (Inicia el 23 de junio de 2025) / Volotea (Estacional)   |
| Heraclión           | Aeropuerto Internacional de Heraclión Nikos Kazantzakis | EasyJet (Estacional) / Volotea (Estacional)                                   |
| Irlanda             |                                                         |                                                                               |
| Cork                | Aeropuerto de Cork                                      | Aer Lingus (Estacional) (Inicia el 15 de mayo de 2025)                        |
| Dublín              | Aeropuerto de Dublín                                    | Aer Lingus                                                                    |
| Italia              |                                                         |                                                                               |
| Alguer              | Aeropuerto de Alguer-Fertilia                           | Volotea (Estacional) (Inicia el 4 de julio de 2025)                           |
| Bari                | Aeropuerto de Bari-Palese                               | Volotea (Estacional) (Inicia el 31 de mayo de 2025)                           |
| Catania             | Aeropuerto de Catania-Fontanarossa                      | EasyJet (Estacional)                                                          |
| Florencia           | Aeropuerto de Florencia                                 | Volotea                                                                       |
| Milán               | Aeropuerto de Milán-Malpensa                            | EasyJet                                                                       |
| Napoles             | Aeropuerto de Nápoles-Capodichino                       | Volotea (Estacional)                                                          |
| Olbia               | Aeropuerto de Olbia-Costa Smeralda                      | EasyJet (Estacional) / Volotea (Estacional)                                   |
| Palermo             | Aeropuerto de Palermo-Punta Raisi                       | Volotea (Estacional)                                                          |
| Roma                | Aeropuerto de Roma-Fiumicino                            | EasyJet / Volotea                                                             |
| Venecia             | Aeropuerto Internacional Marco Polo                     | Volotea                                                                       |
| Luxemburgo          |                                                         |                                                                               |
| Luxemburgo          | Aeropuerto de Luxemburgo Findel                         | Luxair (Estacional)                                                           |
| Malta               |                                                         |                                                                               |
| La Valeta           | Aeropuerto Internacional de Malta                       | Volotea (Estacional) (Inicia el 30 de mayo de 2025)                           |
| Noruega             |                                                         |                                                                               |
| Oslo                | Aeropuerto de Oslo-Gardermoen                           | Norwegian (Estacional)                                                        |
| Países Bajos        |                                                         |                                                                               |
| Ámsterdam           | Aeropuerto de Ámsterdam-Schipol                         | KLM                                                                           |
| Portugal            |                                                         |                                                                               |
| Faro                | Aeropuerto de Faro                                      | EasyJet (Estacional) / Transavia (Estacional) (Inicia el 18 de abril de 2025) |
| Funchal             | Aeropuerto de Madeira                                   | EasyJet                                                                       |
| Lisboa              | Aeropuerto de Lisboa                                    | EasyJet                                                                       |
| Oporto              | Aeropuerto de Oporto-Francisco Sá Carneiro              | EasyJet                                                                       |
| Reino Unido         |                                                         |                                                                               |
| Belfast             | Aeropuerto Internacional de Belfast                     | EasyJet (Estacional)                                                          |
| Birmingham          | Aeropuerto Internacional de Birmingham-West Midlands    | EasyJet (Estacional) (Inicia el 1 de mayo de 2025)                            |
| Bristol             | Aeropuerto Internacional de Bristol                     | EasyJet                                                                       |
| Edimburgo           | Aeropuerto de Edimburgo                                 | EasyJet (Estacional)                                                          |
| Glasgow             | Aeropuerto Internacional de Glasgow                     | EasyJet (Estacional)                                                          |
| Londres             | Aeropuerto de Londres-Gatwick                           | British Airways / EasyJet                                                     |
| Londres             | Aeropuerto de Londres-Luton                             | EasyJet (Estacional)                                                          |
| Mánchester          | Aeropuerto de Mánchester                                | EasyJet (Estacional)                                                          |
| Suiza               |                                                         |                                                                               |
| Basilea             | Aeropuerto de Basilea-Mulhouse-Friburgo                 | EasyJet                                                                       |
| Ginebra             | Aeropuerto de Ginebra                                   | EasyJet                                                                       |
| Zúrich              | Aeropuerto de Zúrich                                    | Swiss                                                                         |
| Turquía             |                                                         |                                                                               |
| Estambul            | Aeropuerto de Estambul                                  | Transavia / Turkish Airlines                                                  |

## Estadísticas
Ver fuente y consulta Wikidata.